# Braslovje
Braslovje – wieś w Chorwacji, w żupanii zagrzebskiej, w mieście Samobor. W 2011 roku liczyła 345 mieszkańców.